# 吴艺珍 (射击运动员)
吴艺珍（： O Ye-jin，2005年5月10日—），韩国女子射击运动员，2023年亚洲射击锦标赛女子10米气手枪金牌得主、2024年夏季奥林匹克运动会女子10米气手枪金牌得主。她在中小企业银行隊效力。